# Machimus margaretae
Machimus margaretae là một loài ruồi trong họ Asilidae. Machimus margaretae được Weinberg & Tsacas miêu tả năm 1975. Loài này phân bố ở vùng Cổ Bắc giới.